# Lappträsks finska församling

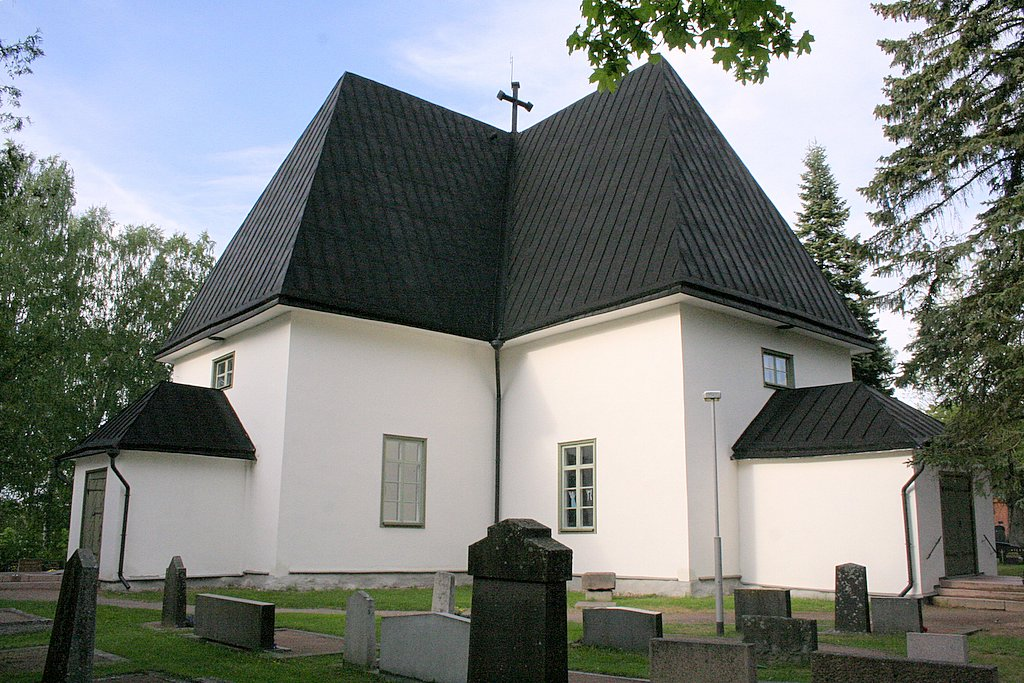
Lappträsk kyrka

Lappträsks finska församling är en församling i Helsingfors stift inom Evangelisk-lutherska kyrkan i Finland. Till församlingen hör 1 268 finskspråkiga kyrkomedlemmar (08/2018) från Lappträsks kommun i östra Nyland; de svenskspråkiga hör till Lappträsks svenska församling. Församlingarna hör till Lovisanejdens kyrkliga samfällighet.
Församlingens hemkyrka är Lappträsk kyrka (1746).
Lappträsks församling grundades 1575 av kung Johan III och delades på språklig grund 1950. Fr.o.m. år 2019 läggs församlingen ned, och dess medlemmar kommer att i stället höra till Agricola finska församling.
Församlingens sista kyrkoherde är Tuire Huovinen-Westerlund.